# Antoniówka (Ukraina)
Antoniówka (ukr. Антонівка, Antoniwka) – wieś na Ukrainie, w obwodzie lwowskim, w rejonie stryjskim (do 2020 roku w rejonie żydaczowskim). W 2021 roku liczyła 379 mieszkańców.
Wieś powstała na terenach folwarcznych w ruskiej wsi Jajkowce, wykupionych w 1903 roku przez ks. Antoniego Trzopińskiego, proboszcza z pobliskiej Kochawiny. W 1904 roku wybudowany został kościół i otrzymał wezwanie św. Antoniego Padewskiego. W 1908 roku powstało niższe seminarium duchowne, mające status gimnazjum. W 1913 roku zostało ono przeniesione do Wadowic.
Za II Rzeczypospolitej do 1934 roku wieś stanowiła samodzielną gminę jednostkową w powiecie żydaczowskim w woj. stanisławowskim. W związku z reformą scaleniową została 1 sierpnia 1934 roku włączona do nowo utworzonej wiejskiej gminy zbiorowej gminy Młyniska w tymże powiecie i województwie. Po wojnie wieś weszła w struktury administracyjne Związku Radzieckiego.
W 1946 roku miejscowa ludność polska została zmuszona do opuszczenia wsi. Budynek kościelny zamieniono na magazyn zboża, dzieląc wnętrze na dwie kondygnacje i wybijając w elewacji dwa rzędy okien. Po jakimś czasie przekazano go na szkołę. Po wybudowaniu nowej szkoły, dawny budynek kościoła należy do jej obejścia.